# Art ciborg
L'art ciborg és un moviment artístic que va començar els anys 2000 a la Gran Bretanya. Es basa en la creació i addició de nous sentits al cos humà via implants cibernètics i en la creació d'obres artístiques a través de nous sentits.
Les obres d'art ciborg estan creades per artistes ciborg; artistes els sentits dels quals han estat voluntàriament modificats o afegits a través d'implants cibernètics. Entre els primers artistes del moviment hi ha Neil Harbisson, que pot percebre ultravioletes i infrarojos a través d'una antena implantada al cap, i Moon Ribas que pot percebre terratrèmols i llunatrèmols a través d'implants dins els seus peus. Manel De Aguas, amb implants que li permeten percebre amb precisió les propietats del clima: nivells de pressió, temperatura i humitat. Joe Dekni, amb implants a les galtes que li permeten ecolocalitzar-se mitjançant sensors infrarojos. Pau Prats - creador d'un sistema que li permet percebre els nivells de ultravioleta que arriben a la seva pell. Àlex Garcia, amb un sensor al pit que li permet percebre els nivells de qualitat de l'aire del seu voltant. Màrius Caralt (Kai Landre) músic cyborg, i futur estudiant de musicologìa , amb el sentit de rajos còsmics compost per dos implants per a poder escoltar les partícules provinents de l'espai que travessen l'atmosfera, anomenades muons. L'any 2024 es va estrenar el documental Cyborg Generation, dirigit per Miguel Morillo, arribant a plataformes com Filmin i presentant-se internacionalment per festivals com al Millenium Documentary Film Festival a Bruselas, on Màrius va construir un live còsmic amb interpretacions sonores.